# Brad Brach
Pour les articles homonymes, voir Brach.
Brad Brach (né le 12 avril 1986 à Freehold dans le New Jersey, États-Unis) est un lanceur de relève droitier des Ligues majeures de baseball jouant avec les Braves d'Atlanta.

## Carrière

### Padres de San Diego

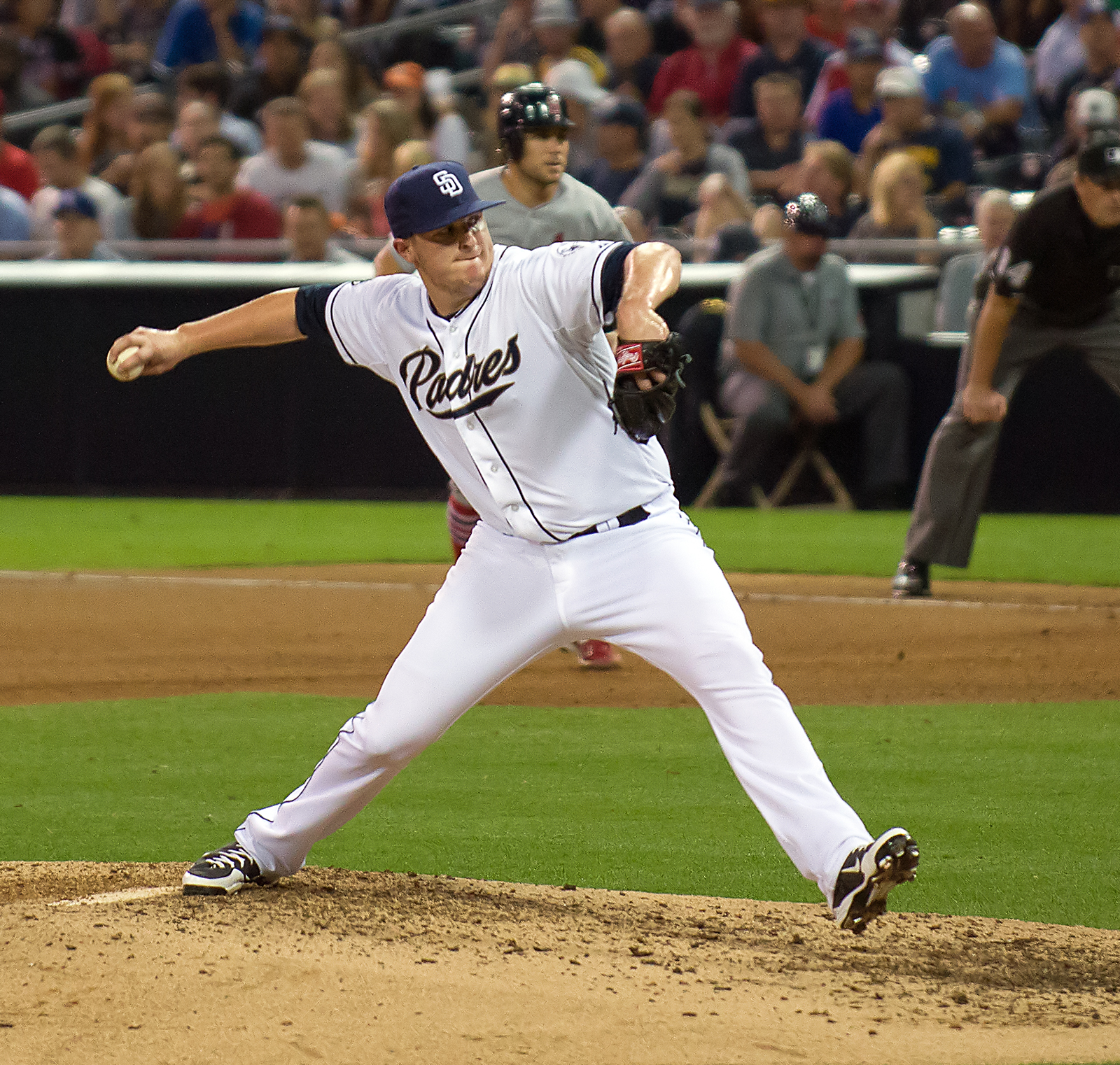
Brad Brach en 2012 avec San Diego.

Brad Brach est drafté au 42e tour par les Padres de San Diego en 2008.
Il fait ses débuts dans le baseball majeur avec les Padres le 31 août 2011. Il effectue 9 apparitions au monticule cette année-là pour San Diego, enregistrant 11 retraits sur des prises en seulement 7 manches lancées, mais accordant aussi 7 buts-sur-balles (dont 4 intentionnels) et encaissant 2 défaites.
La saison 2012 est sa saison recrue dans le baseball majeur. Les Padres lui donnent la balle en 67 occasions et il maintient une moyenne de points mérités de 3,78 en 66 manches et deux tiers lancées. Il alloue 33 buts-sur-balles mais réussit 75 retraits sur des prises. Il remet une fiche de deux gains contre quatre revers. Sa première victoire dans les majeures est enregistrée aux dépens des Pirates de Pittsburgh le 10 août 2012.
En 2013, sa moyenne de points mérités s'élève à 3,19 en 31 manches au monticule. Il enregistre 31 retraits sur des prises (contre 19 buts-sur-balles accordés) et sa seule décision est une victoire.

### Orioles de Baltimore
Brad Brach est échangé aux Orioles de Baltimore le 25 novembre 2013 contre le lanceur droitier Devin Jones, qui évolue en ligues mineures.
À sa première saison chez les Orioles en 2014, Brach maintient une moyenne de points mérités de 3,18 en 62 manches et un tiers lancées, avec 7 victoires et une seule défaite en 46 présences en relève.